# ウィスコンシン州の歴史
ウィスコンシン州の歴史（ウィスコンシンしゅうのれきし、英語: History of Wisconsin）では、アメリカ合衆国ウィスコンシン州となった地域に、有史以前から住み着いた先住民族、フランスやイギリスによる開拓と、アメリカ合衆国の領土となってから1900年頃まで約1世紀の歴史を概説する。ウィスコンシン州は1848年5月29日に合衆国の州となったが、その土地は数千年もの間、人類が住み続けてきた土地でもあった。

## コロンブス以前の歴史

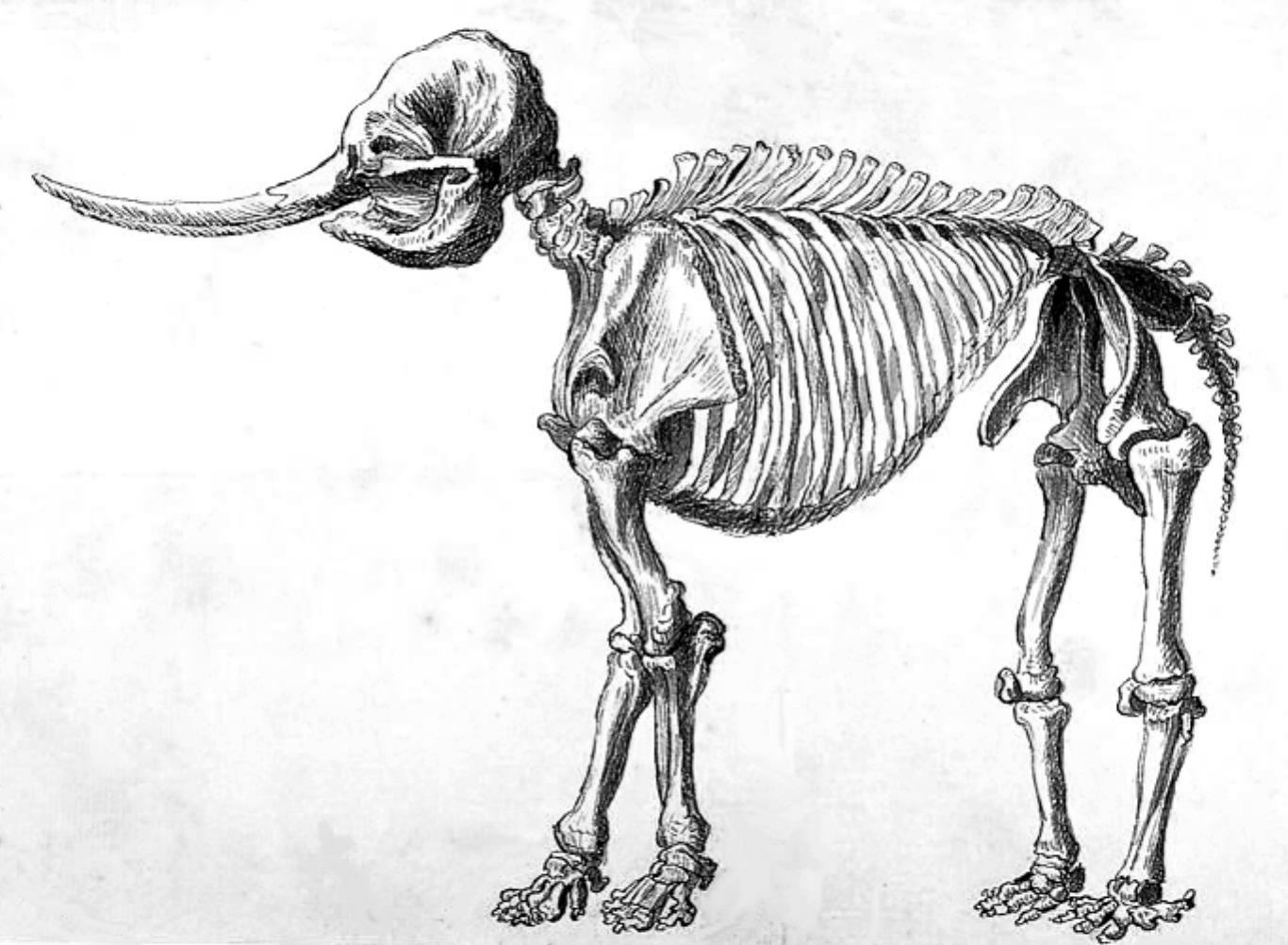
マストドンの骨格

現在のウィスコンシン州となった地域に最初に住んだ人類はパレオ・インディアンと呼ばれ、紀元前10,000年頃にこの地域に到着した。彼らはマンモスやマストドンなどの動物を狩った。ウィスコンシン州ボアズで発見されたボアズ・マストドンやクロビス人工物は、これらの人々にとって狩猟が主要な仕事だったことを示している。紀元前7000年頃に最後の氷河がこの地域から後退し、プラノ文化が支配的になった。紀元前6000年から1000年の古期、この地域には寒帯古期およびオールドカパーインディアンが住んでいた。この時代の人々は少数の集団あるいは隊で住んでおり、狩りと採集で自給自足の暮らしを続けていた。
紀元前500年頃に始まったウッドランド期初期までに、農業が始まり食料を得る手段として狩りや採集と置き換わり始めた。このことで恒久的な定着ができるようになった。さらにより進んだ工芸や土器の生産も始まった。この時代に主に埋葬を目的としたインディアン・マウンドも造成されるようになった。紀元前100年頃にホープウェル文化が現れ、農業、工芸およびマウンドの造成が著しく進歩した。ウッドランド期後期は西暦600年頃に始まった。エフィジーマウンド文化がこの時代のウィスコンシンで支配的であり、儀式用に動物の形をした洗練されたマウンドも造られた。ミシシッピ文化は西暦1050年頃にウィスコンシンに入ってきており、アズトランの集落を建設した。西暦1200年頃にはミシシッピ文化に変わってオネオタ人が出てきた。この文化は結局、ヨーロッパ人探検者によってスー族と呼ばれる種族に吸収された。最初のヨーロッパ人がウィスコンシンに入ったとき、主要な住人としてはオジブワ族、ホーチャンク族、メノミニー族、ソーク族およびフォックス族がいた。

## 探検と植民

### フランス人の探検
ウィスコンシンに最初に入ったとされているのは、フランス人ヴォヤジュール（運び屋）ジャン・ニコレだった。1634年、ヌーベルフランスの総督サミュエル・ド・シャンプランがニコレに、北アメリカを抜けて中国に達する水路を探す任務を与えた。ニコレは7人のヒューロン族インディアンを案内人にしてカナダを発ち、カヌーでヒューロン湖とスペリオル湖を通り、ミシガン湖に入った最初のヨーロッパ人となった。ニコレはグリーンベイに漕ぎ入り、現在ではウィスコンシン州グリーンベイ市となった場所近くの岸に到着した。この土地に到着したときに、その地域に住む数人のホーチャンク族に迎えられた。ニコレは冬の間、グリーンベイのホーチャンク族の所に留まり、そこに交易拠点を築いた。
次にウィスコンシンに入った主要な遠征隊は、1673年のジャック・マルケット神父とルイ・ジョリエだった。インディアン達からミシシッピ川の存在を噂として聞き、マルケットとジョリエはミシガンのセントイグネイスを出発して、グリーンベイからフォックス川に入った。フォックス川の最西端までカヌーで漕ぎ上り、続いて陸路を船を担いで進み、近くのウィスコンシン川まで行って、ミシシッピ川に向けてカヌーで下り始めた。マルケットとジョリエは1673年6月に、現在のウィスコンシン州プレーリー・デュ・シャン近くでミシシッピ川に到着した。

### フランスの植民地化
フランスの開拓者は主に毛皮交易に興味を持ち、幾つかの小さな交易拠点を設けただけだった。グリーンベイに設けられた最初の拠点は、フランス語で単純に「ラ・ベイ」と呼ばれ、1634年にニコレが設けた交易拠点と共に始まった。イエズス会宣教師団が1671年にグリーンベイに宣教所を設け、1717年には開拓地に砦が築かれた。
フランスの西部指揮官ニコラ・ペローが1685年に、フォックス・ウィスコンシン水路の南西端近く、プレーリー・デュ・シャンにサンニコラ砦を構築した。ペローはまたペピン湖の岸に砦を築き、サンアントワーヌ砦と呼んだ。これらは軍事的な拠点と言うよりも小さな毛皮の倉庫だった。17世紀の終わり頃、スペリオル湖岸のラ・ポワントには、イエズス会の宣教所と交易拠点も造られた。
フランスのどの拠点も恒久的な開拓者が居なかった。毛皮交易業者や宣教師はある時期からある時期までそこを訪れて仕事をするだけだった。

### イギリス領の時代
イギリスは1763年にウィスコンシンを含む地域の支配権を得て、フランス人と同様に、毛皮交易以外はあまり興味を持たなかった。イギリスの支配時代に、ウィスコンシンに到着した最初の恒久的開拓者は大半がフランス系カナダ人だった。シュール・シャルル・ミシェル・ド・ラングレイドが一般に最初の開拓者として認識されており、1764年にグリーンベイに交易所を設け、そこに恒久的に移り住んだ。開拓は1781年頃にプレーリー・デュ・シャンで始まった。

## アメリカ領土時代
アメリカ合衆国は1783年のパリ条約の結果としてウィスコンシンを含む地域を獲得した。その後間もない1787年、ウィスコンシンは新しく定められた北西部領土の一部となった。その後1800年、ウィスコンシンはインディアナ準州の一部になった。しかし当時、法律的にはアメリカ合衆国に付属していたものの、イギリスが地域での毛皮交易を支配し、ウィスコンシンにいるインディアンとの同盟も続けていた。
アメリカは米英戦争までウィスコンシンに対する確固とした支配を行っていなかった。この戦争の間、ウィスコンシンでは1度の米英の戦いがあった。1814年のプレーリー・デュ・シャンの戦いはイギリス軍の勝利で終わった。しかし、1815年のガン条約で、その時までイリノイ準州の一部だったウィスコンシンに対するアメリカの主権が再確認された。条約に従ってイギリス軍は最終的にウィスコンシンから立ち去った。

### 領土の開拓
1818年からミシガン準州の一部となったウィスコンシンのアメリカ人による開拓は、2つのインディアン戦争、すなわち1827年の小規模なウィニバゴ戦争と1832年のブラック・ホーク戦争で遅らされることになった。ブラック・ホーク戦争では、イリノイからアイオワに移住させられたソーク族およびフォックス族のインディアンが、イリノイの故郷に再度居住しようとして、イリノイの民兵に追われてウィスコンシンに入ってきた。インディアン達は現在のウィスコンシン州ビクトリー近くで、ウィスコンシン・ハイツの戦いとバッドアクスの戦いで敗れた。
これらインディアンとの紛争が解決されて、ウィスコンシンの開拓の道が開けた。この地域の最初の開拓者達はウィスコンシン南部における鉛鉱山の開発可能性で惹き付けられた。この地域の鉱山は伝統的に先住民族が採鉱していた。しかし、一連の条約でインディアンを追い出した後は、鉛鉱山地域は白人採鉱者に開かれた。「灰色の金」を掘るために国中から何千という人々が殺到した。イングランドのコーンウォールから来た職人鉱山師も移民の波の中で大きな比率となった。ミネラルポイント、プラットビル、シュルスバーグ、ベルモントおよびニューディギングスのような新興の町が鉱山の周りにできた。1834年にウィスコンシンでは初めての公有地事務所が2つ開設され、1つは昔からのグリーンベイの拠点に、もう一つはミネラルポイントの鉱山の中心にあった。1836年までにウィスコンシンの人口の半分が鉛鉱山地域に住みベルモント近くのレスリーに準州の州都を設立する要因になった（州都がベルモントと誤解されることがある）。1840年代までに、ウィスコンシンの南西部鉱山は国内鉛産出量の半分以上を産出した。
鉛鉱山地域が最初の開拓者の波を惹き付けたが、その人口はミルウォーキーの成長と共に間もなく陰りが見えた。ミルウォーキーは、シボイガン、マニトワックおよびキウォーニーと共に、1790年代にフランス人交易業者ジャック・ヴィオーが造った一連の交易拠点にその期限を辿ることができる。ミルウォーキー川河口に造られたヴィオーの拠点は、1818年にソロモン・ローラン・ジュノーによって買い取られ、ジュノーがその運営を引き継いだ。
毛皮交易が下火になると、ジュノーはその交易拠点近くの土地開発に焦点を当てた。1830年代、グリーンベイの弁護士モーガン・マーティンと共同経営を始め、ミシガン湖とミルウォーキー川の間の土地160エーカー (0.6 km2) を購入した。ここで二人はジュノータウンの開拓地を造った。一方オハイオ州の実業家バイロン・キルボーンがミルウォーキー川西岸の土地への投機を始め、キルボーンタウンの開拓地を造った。これら2つの開拓地の南に、ジョージ・H・ウォーカーがウォーカーズポイントの町を造った。これら3つの開拓地が、最も多くの住人を集め3つの中で最大になろうと、互いに鎬を削りあった。しかし、1840年代までに3つの町の協業がその存続のために必要であることが分かってきた。1846年、ジュノータウン、キルボーンタウンおよびウォーカーズポイントの開拓地は合併してミルウォーキー市となった。新市は人口約1万人となり、準州内でも最大の都市となった。ミルウォーキーは現在でもウィスコンシン州で最大の都市である。

### ウィスコンシン準州

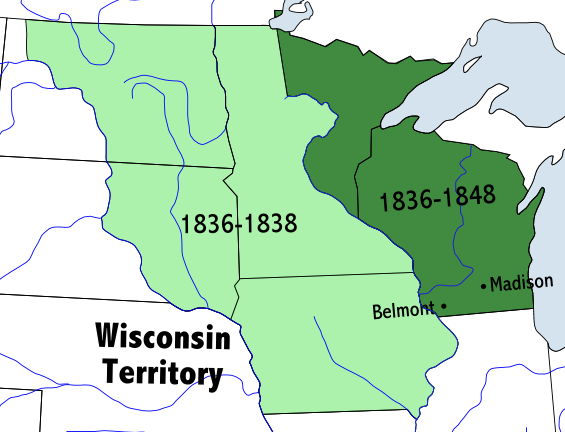
ウィスコンシン準州、1836年-1848年。薄緑はアイオワ準州として分離した地域。

ウィスコンシン準州は1836年4月20日にアメリカ合衆国議会により創設された。新しい準州は当初、現在のウィスコンシン州、ミネソタ州およびアイオワ州と、ノースダコタ州とサウスダコタ州の部分を含んでいた。
ウィスコンシン準州の初代知事はヘンリー・ドッジだった。ドッジとその他準州の立法者達は最初の内、準州政府の組織化と州都の選定で忙しかった。州会議事堂を建てる場所の選定は準州政治家達の熱い議論を引き起こした。ドッジ知事はまず、鉛鉱山地域で人口の多い場所にあるベルモントを州都に選んだ。しかし、そこで新しく議会が招集されたその直後に、ウィスコンシンの最初の州都にするには不適切であることが明らかになった。当時準州内に存在するほとんどあらゆる都市の名前が州都の場所として提案され、ドッジ知事はその決定を他の立法者に任せた。議会はジェイムズ・デュアン・ドーティが提案した、メンドータ湖とモノナ湖の間の地峡にマディソンという新しい都市を造り、そこを準州の恒久的な州都とするという案を受け入れた。マディソンが建設されている間に州会議事堂は一時的にバーリントンに移された。この町は1838年に、ウィスコンシン準州のミシシッピ川より西の全ての土地と共に、アイオワ準州に移管された。

## 州成立
1840年代半ばまでにウィスコンシン準州の人口は15万人を超えた。これは州昇格の必要条件とされた人口の2倍以上に相当した。1846年、準州議会は州昇格申請を行うことを決議した。その年の秋、124名の代議員が集まって州憲法について討議した。この会議で作成された草案は当時としては過剰なくらい進歩的と考えられた。商業銀行を禁止し、結婚した女性に私有財産権を認め、アフリカ系アメリカ人の選挙権の問題については住民投票に委ねた。しかし、大半のウィスコンシン人は最初の憲法案が急進的過ぎると考え、1847年4月の住民投票で却下した。
1847年12月、2回目の憲法制定会議が招集された。この会議の結果、新しく、より中庸な州憲法が作成されウィスコンシン人も1848年3月の住民投票で承認した。このことでウィスコンシンは1848年5月29日に合衆国30番目の州に昇格することになった。
ウィスコンシンが州昇格を果たした直後に鉄道の激しい熱狂が吹き荒れた。州内で最初の鉄道路線は、1851年にミルウォーキー・アンド・ミシシッピ鉄道によって、ミルウォーキーとウォーキシャの間に開通した。この鉄道が延伸されて、1852年にミルトン、1853年にストートン、さらに1854年には州都のマディソンまで伸びた。1857年にプレーリー・デュ・シャンまでの路線が完成したとき、この鉄道会社の目標だったミシガン湖から州内を横切ってミシシッピ川に達するという計画が完成した。この直後に別の鉄道会社が独自に西はラ・クロスから北はスペリオルまでの路線を完成し、これらの都市の発展を促進した。1850年代が終わるまでに、州内を縦横に走る鉄道が他の産業の発展を促し、国内市場にその製品を送り出すことを可能にした。

## 南北戦争と金ぴか時代：1860年-1900年

### 南北戦争
ウィスコンシン州は南北戦争の時の北軍に総計91,379名の兵士を送り出した。このうち、3,794名が戦死又は瀕死の重傷を負い、8,022名が戦病死し、400名が事故で亡くなった。死者の合計は12,216名となり、出征兵士の13.4%に達した。

### 経済成長：酪農、木材
19世紀ウィスコンシン州経済の主要要素は農業だった。ウィスコンシン初期の農家では小麦が主要穀物だった。実際に19世紀半ば、アメリカ合衆国で生産される小麦の約6分の1がウィスコンシンでだった。しかし、小麦は急速に土壌の養分を奪い虫害や天候にも弱かった。土壌がその質を落とし、価格が下がると、小麦耕作は西のアイオワ州やミネソタ州に移った。ウィスコンシンの農夫の中には輪作やその他の方法で土壌の肥沃さを再現する実験を行った者もいたが、大半は小麦の代替品に目を移した。
小麦に変わるもので最も人気があったのが酪農業だった。小麦が人気を失ってしまうと、多くのウィスコンシン農夫は酪農用牛を飼い、餌となる穀物を育て始めた。酪農業に人気が集まった理由の一つは、多くのウィスコンシン農夫が当時酪農製品の一番の生産地であったニューヨーク州の出身だったことだった。さらにヨーロッパからの多くの移民がチーズ作りに関する広範な知識をもたらした。酪農はウィスコンシン大学マディソン校によっても促進された。この大学では酪農家を教育し、より良い酪農製品を作る方法を研究した。20世紀の初めに、ウィスコンシン州は合衆国でも最大の酪農製品生産州となり、この地位は1990年代まで続いた。
農業は森林密度の濃いウィスコンシン州北部では向いていなかった。開拓者達は木材伐採のためにこの地域に入った。木樵達は遠くの森林から都市の製材所まで木材を運び出すためにウィスコンシン川などの河川を使った。ウォーソーやスティーブンスポイントなど都市の製材所は木材を板材にして、鉄道で中西部に運び建設用に供した。後にはフォックス川渓谷で発展した製紙業が州内製材業で出たパルプを利用した。
製材業は事故発生率の高い危険な職業だった。1871年10月、ペシュティゴの大火では製材業の町ペシュティゴの周辺の森林1,875エーカー (4,850 km2) を焼き、1,200名から2,500名の死者を出した。これはアメリカ史の中でも被害の大きな火事であった。

### 研究書
- Campbell, Henry C. Wisconsin in Three Centuries, 1684-1905 (4 vols., 1906), highly detailed popular history
- James K. Conant. Wisconsin Politics And Government: America's Laboratory of Democracy (2006)
- Richard Current, Wisconsin: A History (2001)
- Larry Gara; A Short History of Wisconsin 1962
- Holmes, Fred L. Wisconsin (5 vols., Chicago, 1946), detailed popular history with many biographies
- Robert C. Nesbit, Wisconsin: A History (rev. ed. 1989)
- Quaife, Milo M. Wisconsin, Its History and Its People, 1634-1924 (4 vols., 1924), detailed popular history & biographies
- Raney, William Francis. Wisconsin: A Story of Progress (1940),
- A. H. Robinson and J. B. Culver, ed., The Atlas of Wisconsin (1974)
- I. Vogeler, Wisconsin: A Geography (1986);
- Wisconsin Cartographers' Guild, Wisconsin's Past and Present: A Historical Atlas (2002);
- WPA, Wisconsin: A Guide to the Badger State 1941; detailed guide to every town and city, and cultural history

### 詳細学術研究
- Anderson, Theodore A. A Century of Banking in Wisconsin (1954)
- John A Braun. Together in Christ: A history of the Wisconsin Evangelical Lutheran Synod (2000), 55 pp
- John D. Buenker, The History of Wisconsin. Volume IV The Progressive Era, 1893-1914 (1998), highly detailed history
- Brondal, Jorn. Ethnic Leadership and Midwestern Politics: Scandinavian Americans and the Progressive Movement in Wisconsin, 1890-1914. University of Illinois Press, 2004 ISBN 0-87732-095-0.
- Butts, Porter. Art in Wisconsin ( Madison, 1936).
- Clark, James I. Education in Wisconsin (1958).
- Cochran, Thomas C. The Pabst Brewing Company (1948), the best history of any brewery
- Mike Corenthal. Illustrated History of Wisconsin Music 1840-1990: 150 Years (1991)
- Richard Nelson Current. History of Wisconsin: The Civil War Era, 1848-1873 (1976) standard state history
- Curti, Merle and Carstensen, Vernon. The University of Wisconsin: A History (2 vols., 1949)
- Curti, Merle. The Making of an American Community A Case Study of Democracy in a Frontier County (1969), in-depth quantitative social history
- Fries, Robert F. Empire in Pine: The Story of Lumbering in Wisconsin, 1830-1900 (1951).
- Paul Geib; "From Mississippi to Milwaukee: A Case Study of the Southern Black Migration to Milwaukee, 1940-1970" The Journal of Negro History, Vol. 83, 1998
- Paul W. Glad, The History of Wisconsin, Volume 5: War, a New Era and Depression, 1914-1940, standard state history
- Richard C. Haney, A History of the Democratic Party of Wisconsin since World War II
- Richard Jensen, The Winning of the Midwest: Social and Political Conflict, 1888-1896 (1971)
- Lampard, Eric E. The Rise of the Dairy Industry in Wisconsin (1962).
- Genevieve G. McBride, On Wisconsin Women: Working for Their Rights from Settlement to Suffrage
- Herbert F. Margulies; The Decline of the Progressive Movement in Wisconsin, 1890-1920 (1968)
- Merrill, Horace S. William Freeman Vilas: Doctrinaire Democrat (1954) Democratic leader in 1880s and 1890s
- Frederick I. Olson, Milwaukee: At the Gathering of the Waters
- A History of Agriculture in Wisconsin, by Schafer, Joseph (1922)
- Joseph Schafer, 'The Yankee and Teuton in Wisconsin', Wisconsin Magazine of History, Vol. 6, No. 2, Dec. 1922, pp. 125-145, compares Yankee and German settlers
- Bayrd Still; Milwaukee, the History of a City 1948
- David Thelen, Robert M. LaFollette and the Insurgent Spirit  1976.
- Nancy C. Unger. Fighting Bob LaFollette: The Righteous Reformer (2000)

### 一次資料
- Wisconsin Electronic Reader full text of many primary source books
- The Badger State: A documentary history of Wisconsin (1979)
- La Follette's Autobiography, a personal narrative of political experiences, 1913